# Sociedad laboral (México)
En México las sociedades laborales están propuestas como cooperativas que cumplen los siguientes requisitos:
1. Sociedades cooperativas constituidas por una mayoría de socios trabajadores.
2. Los socios trabajadores participan en un 51 por ciento del capital social como mínimo.
3. Ningún socio-trabajador podrá poseer más de la tercera parte del capital social.
4. Los servicios que los socios trabajadores presten a sus cooperativas serán retribuidos en forma directa y personal, en una relación autogestiva, según lo establecido por el Pacto Social correspondiente.

La ley actual, aún no las reconoce.